# ولی ملکی
ولی ملکی (زادهٔ ۱۳۴۰ در مشکین‌شهر) سیاستمدار و اقتصاددان، فعال حوزه رسانه و نمایندهٔ حوزهٔ انتخابیهٔ مشکین‌شهر در دورهٔ هفتم و دهم مجلس شورای اسلامی است.
وی دانش آموختهٔ مهندسی صنایع غذایی از دانشگاه تبریز و رئیس هیئت مدیره شرکت لبنیات پگاه است همچنین وی مدرک کارشناسی ارشد خود را در همین رشته از واحد علوم و تحقیقات دانشگاه آزاد اسلامی اخذ کرده‌است و دانش آموختهٔ ی دکتری مدیریت استراتژیک از دانشگاه صنایع ایران می‌باشد.

## رد صلاحیت در انتخابات مجلس یازدهم
ولی ملکی در انتخابات دوره یازدهم مجلس شورای اسلامی از طرف شورای نگهبان ردصلاحیت شد.
- فهرست نمایندگان حوزه انتخابیه مشکین‌شهر
- فهرست نمایندگان دوره هفتم مجلس شورای اسلامی
- فهرست نمایندگان دوره دهم مجلس شورای اسلامی